# Митропулос, Иоаннис
Иоа́ннис Митро́пулос (греч. Ιωάννης Μητρόπουλος; 1874, Афины — неизвестно) — греческий гимнаст, чемпион летних Олимпийских игр 1896.
Митропулос участвовал в трёх дисциплинах по гимнастике — в командных и индивидуальных брусьях, и кольцах. Лучшим его результат стал в кольцах, где он стал чемпионом. Кроме того, в составе греческой гимнастической команды, он занял третье место на брусьях. В одиночном разряде он не занял призового места.